# Октоберфест
Октоберфест (на немски: Oktoberfest - Октомврийски празник) е най-масовият народен празник в света. През XXI век посещаемостта му достига и надхвърля 6 милиона души.
Октоберфест се провежда на Терезиенвийзе (Ливадата на Тереза) в германския град Мюнхен, през октомври месец, ежегодно и почти без прекъсване от 1810 г. (когато той е столица от кралство Бавария) до наши дни (2024 г., когато е част от Обединена Германия) Развлеченията включват различни атракциони, сред които увеселителни влакчета, виенско колело, въртележки. За празника мюнхенските пивоварни правят специална бира (Wiesn Märzen) с по-високо алкохолно съдържание.

## История
За първи път Октоберфест се провежда на 12 октомври 1810 г. в чест на сватбата на принц Лудвиг Баварски и принцеса Терезия (Тереза фон Сакс-Хилдбургхаузен). Инициатор на тържеството е Андреас Михаел Дал'Арми, член на Баварската национална гвардия. Провеждат конни състезания и поляната, на която това става е наименована в чест на младоженката. През следващата година е взето решение празникът да се повтори. До 1819 г. се провежда ежегодно (освен през 1813 г., заради Наполеоновите войни), бивайки финансиран от частни средства. През 1819 г. градът решава Октоберфест да се провежда всяка година  Постепенно Октоберфест се превръща в голям селскостопански панаир, като специално внимание бива отделяно на животновъдството. Някои от по-късните забавления са катерене по дървета и тичане с краката в чували.
Отначало на ливадите Терезия не се е продавала бира. Малко по малко се разрешава продажбата на алкохол и храна. Устройват се щандове, а в края на XIX век се появяват и първите халета за бира. През 1880 г. празникът се осветява за първи път с електричество. През 1892 г. се появява и първата стъклена халба бира. Традиционно бирата на Октоберфест се продава в еднолитрови халби.
От 1810 г. до 2008 г. Октоберфест не се е провеждал 24 пъти поради войни, холера и хиперинфлация. През 1980 г. при бомбен атентат на Октоберфест загиват 13 души (включително самият убиец Гундолф Кьолер),а  200 са ранени. За 200-годишнината през 2010 г., в допълнение към „редовния“ Октоберфест, се провежда и възпоминателен - в южната част на Терезиенвийзе - на който се пресъздава историята на празненството.

### Календар
| Год  | Дата                      | Особености             |
| ---- | ------------------------- | ---------------------- |
| 2000 | 16 септември – 3 октомври | 18 дни                 |
| 2001 | 22 септември – 7 октомври |                        |
| 2002 | 21 септември – 6 октомври |                        |
| 2003 | 20 септември – 5 октомври |                        |
| 2004 | 18 септември – 3 октомври |                        |
| 2005 | 17 септември – 3 октомври | 17 дни                 |
| 2006 | 16 септември – 3 октомври | 18 дни                 |
| 2007 | 22 септември – 7 октомври |                        |
| 2008 | 20 септември – 5 октомври |                        |
| 2009 | 19 септември – 4 октомври |                        |
| 2010 | 18 септември – 3 октомври | 200 години Октоберфест |
| 2011 | 17 септември – 3 октомври | 17 дни                 |
| 2012 | 22 септември – 7 октомври |                        |
| 2013 | 21 септември – 6 октомври |                        |
| 2014 | 20 септември – 5 октомври |                        |
| 2015 | 19 септември – 4 октомври |                        |
| 2016 | 17 септември – 3 октомври |                        |